# Lac Nouveau
Der Lac Nouveau ist ein See in der Verwaltungsregion Côte-Nord der kanadischen Provinz Québec.

## Lage
Der Lac Nouveau liegt in Zentral-Labrador südöstlich des Caniapiscau-Stausees. Der See liegt im Bereich des Kanadischen Schildes auf 527 m Höhe. Der Lac Nouveau wird vom Rivière René-Lévesque auf einer Länge von 20 km in überwiegend westnordwestlicher Richtung durchflossen. Dieser erreicht nach weiteren 10 Kilometern den Caniapiscau-Stausee. Der stark gegliederte See Lac Nouveau ist von Inseln und Halbinseln durchsetzt. Die Fläche des Lac Nouveau beträgt etwa 67 km². Andere Angaben gehen von 83 km² aus. Dies erklärt sich durch die schwierige Abgrenzung der Gewässer in der Region, da diese in einem größeren Seen- und Flussgeflecht liegen.

## Etymologie
Der See wurde nach Arnould de Nouveau benannt, einer einflussreichen Persönlichkeit Anfang des 17. Jahrhunderts. Es gibt noch weitere gleichnamige Seen in Québec.